# 로이 코크랜

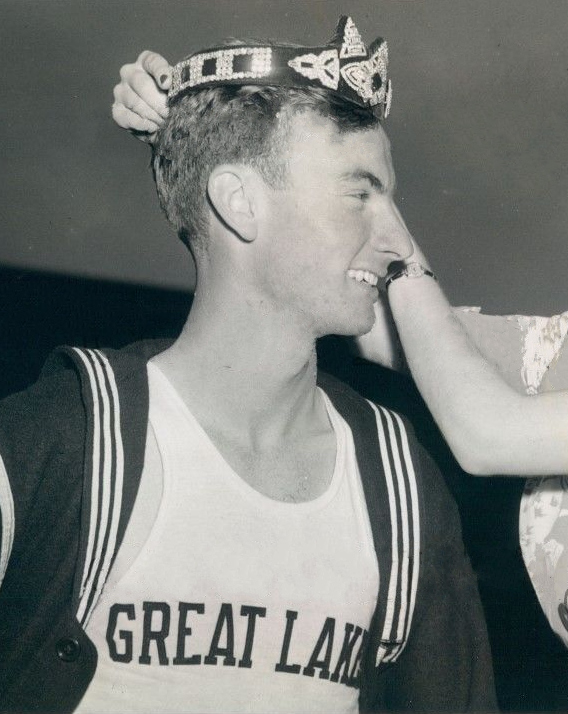

리로이 브랙스턴 ("로이") 코크랜(LeRoy Braxton ("Roy") Cochran, 1919년 1월 6일 ~ 1981년 9월 26일)은 미국의 육상 선수로 1948년 하계 올림픽 2관왕이다.
미시시피주 리치턴에서 스포츠 정신적 가족의 10명 자식들 중에 9번째로 태어났다. 코크랜은 미식축구를 활약하였고, 고등학교에서 개인적 달리기 팀에 속하였다. 미식축구 장학금과 툴레인 대학교에 가기를 원하였으나, 1924년 하계 올림픽에서 1600m 릴레이를 우승한 자신의 형 코모도어에 의하여 육상 장학금과 함께 인디애나 대학교 블루밍턴에 가는 데 설득되었다. 코모도어는 그의 코치가 되기도 하였다.
1939년 400m 허들의 AAU 선수권을 우승한 후, 코크랜은 400m 달리기, 400m 허들과 1600m 릴레이를 활약하는 데 1940년 미국 올림픽 팀에 선발되었다. 그러나 제2차 세계 대전이 일어나면서 올림픽이 취소되자, 코크랜은 1942년 V-7 해군 장교 훈련 코스에 들어갔으며 마이애미로 가서 해군의 구잠정 훈련 학교에서 훈련을 받았다.
전쟁이 일어나는 동안에 그는 태평양에서 긑무하였고, 전쟁이 끝난 후 생리학 학위를 얻고자 서던캘리포니아 대학교에 입학하였다.
대학교에서 다시 육상을 시작한 코크랜은 1948년 400m 허들의 두번째 AAU 타이틀을 우승하여 올림픽에 나가는 데 합격하였다. 런던 올림픽 400m 허들 결승전에서 실론의 덩컨 화이트가 맹렬한 속도로 나갔으나, 절반의 거리에서 코크랜이 선두에 달렸다. 그는 0.7초에 의하여 큰 차이로 화이트를 꺾고 우승하였다. 1600m 릴레이에서 미국 팀이 우승하는 데 3번째 주자로 달리면서 두번째 금메달을 획득하였다.
2010년 미국 국립 육상 명예의 전당에 헌액되었다.